# 鵜藤俊平
鵜藤 俊平（うとう しゅんぺい、1918年（大正7年）12月1日 - ）は、日本の水泳選手。1936年ベルリンオリンピック400m自由形銀メダリスト、1500m自由形銅メダリスト。

## 概要
1936年ベルリンオリンピック400メートル自由形で銀メダル、1500メートル自由形で銅メダルを獲得している。立教大学出身。

## 経歴

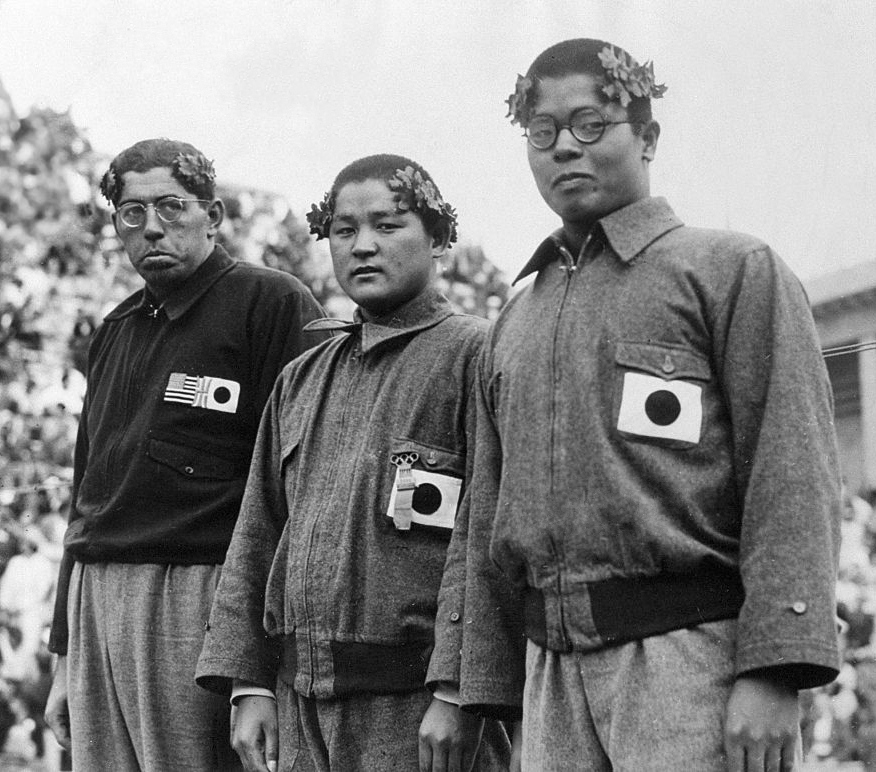
1936年、1500m自由形メダリストのジャック・メディカ（左）、寺田登（中央）と

静岡県小笠郡佐束村出身。競泳は旧制掛川中学校（現在の静岡県立掛川西高等学校）に入ってから始めた。中学在籍時の1934年、当時県下に知られた名門中農（現在の磐田農業高校）の強豪選手を破り、一躍注目を浴びる。「すぐに入学してベルリンを目指せ」という熱心な誘いに乗り卒業まで1年を残して1935年立教大学へ進学（掛川中学は卒業待遇となった）。
1936年のベルリンオリンピックでは400m自由形でジャック・メディカに次ぐ銀メダル、1500m自由形でも寺田登、メディカに次いで銅メダルを獲得した。
戦後は生活が苦しく一時はメダルも質屋に預けたこともある。1950年に新潟日報に入社したが職場でもいじめを受け、下戸であったため左遷され部長止まりだった。定年退職後は千葉市で農業を行っていると2000年に報じられた。
2001年以降の動向に関してはメディアで報道されていないが2018年の誕生日で満100歳となり、確実な記録の残る日本のオリンピックメダリストでは初となった。
2019年4月にニューヨーク在住のスポーツライター・及川彩子がTwitter上で所在について情報提供を求めるツイートをしたが、ツイートの返信では有益な情報は集まっていなかった。しかし、旧制掛川中学校・掛川西高校の同窓会報誌『東京冀北会会報』<第31号 令和元年11月16日発行>において、「2019年4月に東京冀北会のHPに、ニューヨーク在住のスポーツライターの方から鵜藤さんの所在について問合せメールが入った」「……その後鵜藤さんはご存命とわかり、更に息子さんと連絡が取れ、オリンピックのメダルは鵜藤さんの手元にあるということです。」との記載があり所在と存命が確認された。

### 註釈
1. ↑  静岡県小笠郡佐束村は、のちの静岡県掛川市に該当する。
2. ↑  それ以前の日本のメダリストでは、1932年ロサンゼルスオリンピックホッケー代表（銀メダル）の浜田駿吉の99歳（2009年没）が最高齢である。